# Kalliosaari (ö i Södra Karelen, Villmanstrand, lat 60,94, long 27,52)
Kalliosaari är en ö i Finland. Den ligger i sjön Ala-Kivijärvi och i kommunen Luumäki i den ekonomiska regionen  Villmanstrands ekonomiska region  och landskapet Södra Karelen, i den södra delen av landet, 160 km nordost om huvudstaden Helsingfors. Öns area är 0,1 hektar och dess största längd är 60 meter i nord-sydlig riktning.